# Klaus von Bismarck

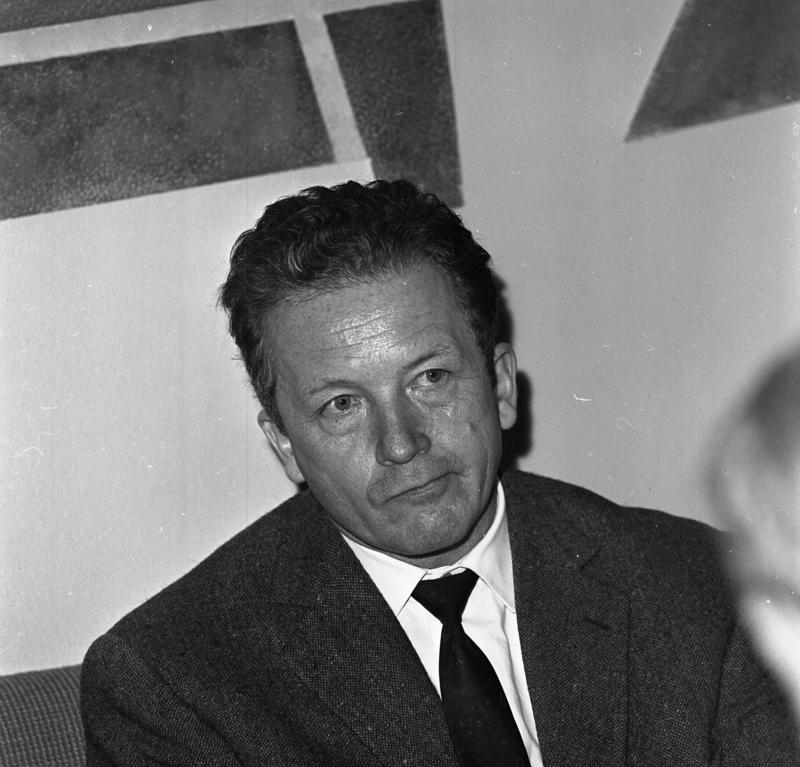
Klaus von Bismarck (1961)

Klaus Hans Herbert von Bismarck (* 6. März 1912 auf Gut Jarchlin, Landkreis Naugard, Hinterpommern; † 22. Mai 1997 in Hamburg) war ein deutscher Journalist sowie Intendant des WDR und Vorsitzender der ARD. Ab 1977 wirkte er zudem als Präsident des Goethe-Instituts München.

## Familie
Klaus von Bismarck war der Sohn des Gutsbesitzers und Landwirts Gottfried von Bismarck (1881–1928), Herr auf den Gütern Jarchlin und Kniephof (beide Landkreis Naugard), und dessen Ehefrau Gertrud von Bismarck, geborene Koehn (1890–1971). Sein Bruder war der 1913 geborene Widerstandskämpfer Philipp von Bismarck.
Bismarck heiratete am 15. Juli 1939 auf Gut Pätzig (Landkreis Königsberg in der Neumark) Ruth-Alice von Wedemeyer (* 3. März 1920 auf Gut Pätzig; † 28. Dezember 2013 in Hamburg), die Tochter des königlich preußischen Referendars und Oberstleutnants d. Res. Hans von Wedemeyer (1888–1942), Gutsherr auf Pätzig (Kr. Königsberg in der Neumark) und Klein-Reetz (Landkreis Rummelsburg, Pommern), und dessen Ehefrau Ruth, geborene von Kleist-Retzow (1897–1985), einer Tochter von Ruth von Kleist-Retzow, geborene Gräfin von Zedlitz-Trützschler. Das Ehepaar hatte sieben Söhne und eine Tochter.
Bismarck war rechtmäßiger Erbherr der beiden Familiengüter Jarchlin und Kniephof in Pommern und Urgroßneffe des ersten deutschen Reichskanzlers Otto von Bismarck.

## Leben
In seiner frühen Jugend war Bismarck Mitglied der Bündischen Jugend und des Stahlhelms, der paramilitärischen Kampforganisation der DNVP. Er besuchte in Bad Doberan das Gymnasium Friderico-Francisceum und schloss hier 1930 seine Schulausbildung mit dem Abitur ab. Nach dem frühen Tod des Vaters wollte er nach dem Schulabschluss den Beruf des Landwirts erlernen, um als ältester Sohn die Leitung der Güter zu übernehmen. Nach einem Maschinenschlosser-Praktikum begann er eine landwirtschaftliche Ausbildung. Kaum hatte er seinen Militärdienst abgeleistet, begann schon wenige Monate später der Zweite Weltkrieg, in dem er als Reserveoffizier bis zuletzt als Kommandeur eines Regiments im Rang eines Oberstleutnants der Reserve in der 32. Infanterie-Division direkt an der Front kämpfte.
Bismarck beantragte 1943 die Aufnahme in die NSDAP, konnte aber als Soldat nicht aufgenommen werden.
Nach Kriegsende wurde er Jugendamtsleiter des Kreises Herford (Nordrhein-Westfalen). Er hatte das Vertrauen der britischen Militärverwaltung, da er als unbelastet galt. 1946 gründete er im Auftrag der Briten in der ehemaligen HJ-Bannführerschule des Landkreises Herford in Vlotho den Jugendhof Vlotho und leitete diesen bis 1949 und war Herausgeber der Vlotho-Rundbriefe.
Später engagierte sich Bismarck in der evangelischen Kirche, organisierte Kirchentage und förderte den Dialog zwischen Arbeitern und Arbeitgebern. Von 1949 bis 1976 war er Leiter vom Sozialamt der Evangelischen Kirche von Westfalen, dem Haus Villigst bei Schwerte. Von 1955 bis 1995 war er Mitglied des Präsidiums des Deutschen Evangelischen Kirchentages, ab 1977 Vorstandsmitglied und von 1977 bis 1979 dessen Präsident. 1961 gehörte er zu den Unterzeichnern des Tübinger Memorandums.

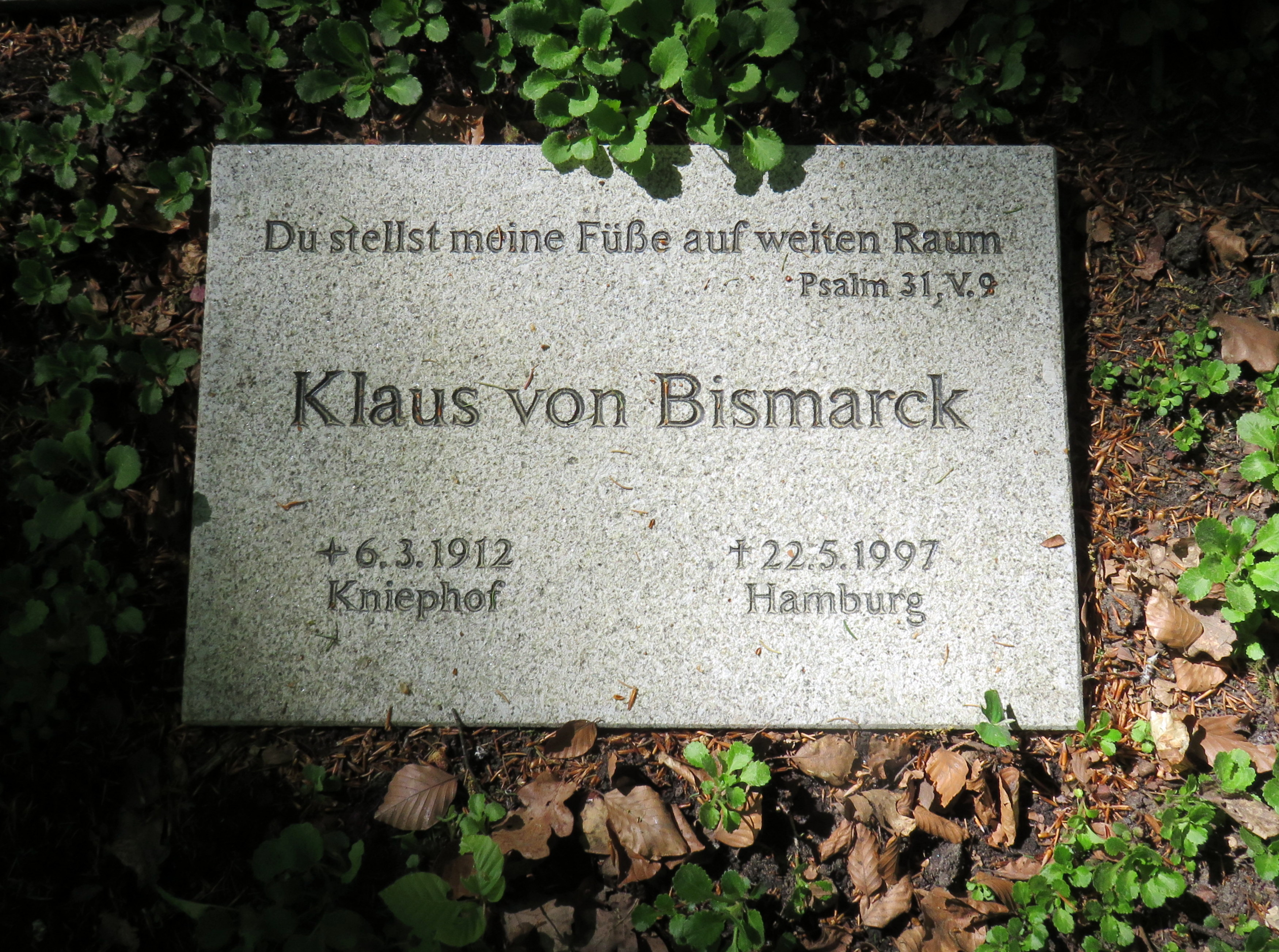
Kissenstein für Klaus von Bismarck auf dem Friedhof Ohlsdorf

1960 wurde er als parteipolitisch neutraler, evangelischer Kandidat zum Intendanten des inzwischen gegründeten WDR gewählt. Während seiner Amtszeit von 1961 bis 1976 versuchte Bismarck, sich aus den Auseinandersetzungen der Parteien um Einfluss auf den Sender herauszuhalten und sich auf die Qualität des Programms zu konzentrieren. 1963/1964 war er ARD-Vorsitzender.
Von 1957 bis 1964 war von Bismarck Präsident der Gesellschaft für Sozialen Fortschritt und ab 1958 Präsident bzw. (1961) Vizepräsident der Internationalen Gesellschaft für Sozialen Fortschritt. Ab 1964 war er mit Walter Dirks Herausgeber von Christlicher Glaube und Ideologie und 1966–1969 des zweibändigen Werks Neue Grenzen – Ökumenisches Christentum morgen.
Am 15. April 1977 trat er das Amt des Präsidenten des Goethe-Instituts in dessen Zentrale in München an und blieb dies bis 1989. Unter seiner Federführung verstärkte das Institut sein Engagement in Osteuropa und eröffnete Goethe-Institute in Warschau und Krakau (Polen).
Klaus von Bismarck schrieb die Erinnerungen Aufbruch aus Pommern. Er war zudem Mitherausgeber der Schriftenreihe Kirche im Volk und der Zeitschrift für Evangelische Ethik.
Klaus von Bismarck starb 1997 im Alter von 85 Jahren. Sein Grab befindet sich in Hamburg auf dem Ohlsdorfer Friedhof in Sichtweite des Mausoleums Sanne im Planquadrat AA 17, 150–155, zwischen Waldstraße und Stiller Weg.

## Auszeichnungen
- 1939: Eisernes Kreuz II. und I. Klasse
- 1939: Verwundetenabzeichen in Silber
- Demjanskschild
- Ritterkreuz des Eisernen Kreuzes mit Eichenlaub[2]
  - 1941: Ritterkreuz am 31. Dezember
  - 1944: Eichenlaub am 26. November (669. Verleihung)
- 1954: Freiherr-vom-Stein-Preis[3]
- 1967: Komturkreuz des italienischen Verdienstordens
- 1973: Großes Bundesverdienstkreuz am 3. Oktober
- 1976: Adolf-Grimme-Preis[3]
- 1982: Großes Bundesverdienstkreuz mit Stern
- 1986: Verdienstorden des Landes Nordrhein-Westfalen
- 1989: Großes Bundesverdienstkreuz mit Stern und Schulterband am 2. Juni
- 1989: Förderpreis der Carlo-Schmid-Stiftung

## Ehrungen
- 1959: Ehrendoktor der Theologischen Fakultät der Westfälischen Wilhelms-Universität zu Münster
- 1976: Besondere Ehrung beim Adolf-Grimme-Preis
- Klaus-von-Bismarck-Saal (ehemals Großer Sendesaal) im Kölner Funkhaus des WDR